# Aulonocara trematocephala
Aulonocara trematocephala là một loài cá thuộc họ Cichlidae. Nó là loài đặc hữu của Malawi.